# Loto-Tonga Centre
Loto-Tonga Centre – piłkarski stadion w ʻAtele na Tonga, na którym są rozgrywane mecze Veitongo FC. Może pomieścić 1000 osób. Posiada nawierzchnię trawiastą. Na jego terenie znajduje się siedziba Tonga Football Association.